# Buphthalmum
Buphthalmum es un género de plantas fanerógamas perteneciente a la familia de las asteráceas. Comprende 73 especies descritas.

## Taxonomía
El género fue descrito por Carlos Linneo y publicado en Species Plantarum 2: 903, en 1753.

#### Etimología
Buphthalmum: nombre genérico que se deriva de la combinación de los dos vocablos griegos βοῦς (boũs); "buey", y ὀφθαλμός (ophthalmós); "ojo"; "ojo de buey", en referencia a la forma redonda de las cabezas o disco central de la inflorescencia de las especies del género.

## Especies
Comprende 3 especies y 1 subespecie aceptadas:
- Buphthalmum inuloides Moris, 1828
- Buphthalmum salicifolium L., 1753 - ojo boyal[6]
  - Buphthalmum salicifolium subsp. salicifolium
- Buphthalmum speciosissimum L., 1767